# あじさいの歌
『あじさいの歌』（あじさいのうた）は、1960年4月2日に公開された映画、石坂洋次郎の原作を滝沢英輔監督で映像化したもの。

## キャスト
- 石原裕次郎 : 河田藤助
- 芦川いづみ : 倉田けい子
- 小高雄二  : 島村幸吉
- 轟夕起子 : 長沢いく子
- 中原早苗 : 島村のり子
- 杉山徳子 : 葉山先生
- 殿山泰司 : 木村勇造
- 北林谷栄 : 勇造の妻 元子
- 山田禅二 : 安田先生
- 片桐恒男 : 八坂先生
- 渡のり子 : 狭山秘書
- 高野誠二郎 : 吉村支配人
- 青木富夫 : 警官
- 大坂志郎 : 藤村義一郎
- 東野英治郎 : 倉田源十郎

## スタッフ
- 監督 ：滝沢英輔
- 脚本 ：池田一朗
- 音楽 : 黛敏郎
- 撮影 : 横山実
- 編集 : 辻井正則
- 企画 : 坂上静翁
- 主題歌 : 「あじさいの歌」（作詞：滝田順 / 作曲：斎藤高順 / 歌：石原裕次郎 テイチクレコード）